# Cyathus colensoi
Cyathus colensoi är en svampart som beskrevs av Berk. 1855. Cyathus colensoi ingår i släktet Cyathus och familjen Agaricaceae.   Inga underarter finns listade i Catalogue of Life.